# Svetlana Kolesnicenko
Svetlana Kolesnicenko (n. 20 septembrie 1993, Gatcina, Regiunea Leningrad, Rusia) este o sportivă ce a reprezentat Rusia, medaliată olimpică. A participat la 2 ediții ale Jocurilor Olimpice (2016, 2020) în care a câștigat 3 medalii de aur.